# Vlagzalmen
De vlagzalmen (Thymallus) zijn een geslacht uit de onderfamilie Thymallinae van de Salmonidae (Zalmen). Deze onderfamilie wordt ook wel als een familie, de Thymallidae beschouwd. Het is een geslacht met 10 tot 20 soorten, verspreid over Noord-Europa en vooral over Noord-Azië. Dit geslacht verschilt van de andere zalmen met onder andere de opvallend grote rugvin.
Over de taxonomie is geen consensus, het aantal soorten en/of ondersoorten dat door diverse auteurs (en in databases) wordt genoemd, verschilt sterk. De lijst hieronder is ontleend aan FishBase.

## Lijst van soorten
- Thymallus arcticus (Pallas, 1776)
- Thymallus baicalensis (Dybowski, 1874)
- Thymallus brevipinnis Svetovidov, 1931
- Thymallus brevirostris Kessler, 1879
- Thymallus burejensis Antonov, 2004
- Thymallus flavomaculatus Knizhin, Antonov & Weiss, 2006
- Thymallus grubii Dybowski, 1869
- Thymallus mertensii Valenciennes, 1848
- Thymallus nigrescens Dorogostaisky, 1923
- Thymallus pallasii Valenciennes, 1848
- Thymallus svetovidovi Knizhin & Weiss, 2009
- Thymallus thymallus (Linnaeus, 1758) – Vlagzalm
- Thymallus tugarinae Knizhin, Antonov, Safronov & Weiss, 2007
- Thymallus yaluensis Mori, 1928

## Noot
1. ↑  Maurice Kottelat & Jörg Freyhof: Handbook of European Freshwater Fishes. 2007, ISBN 978-2-8399-0298-4.
2. ↑  (en) Thymallus. FishBase. Ed. Rainer Froese and Daniel Pauly. 10 2024 version. N.p.: FishBase, 2024.